# Gugelhupf

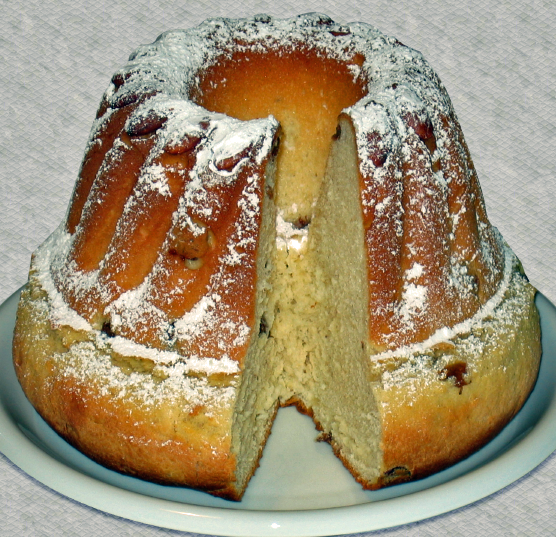
Un Gugelhupf cortado para mostrar su interior.

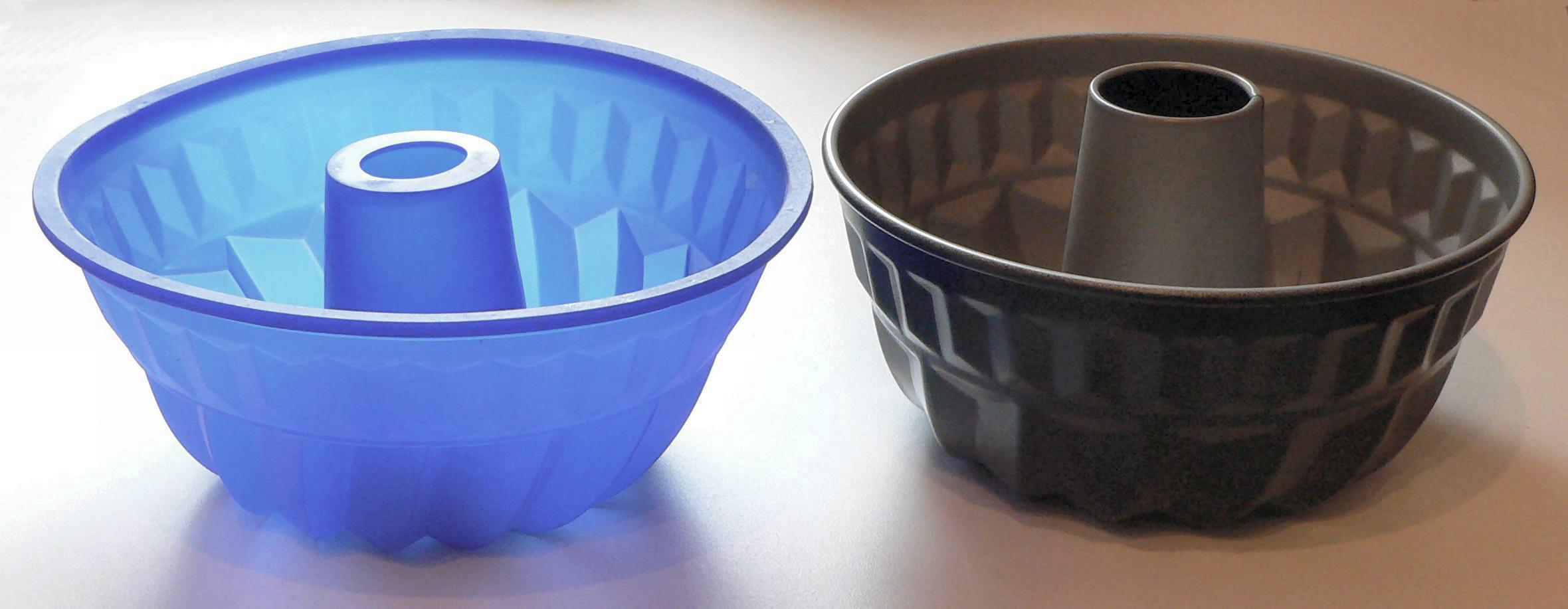
Formatos de moldes de silicona y metal utilizados para elaborar el Gugelhupf.

El Gugelhupf, Gugelhopf o Rodonkuchen (en alemán); kouglof, kugelopf o kougelhopf (en francés); o bábovka (en checo y eslovaco), es una especialidad culinaria tradicional de Austria, Suiza, Alsacia, Bohemia y el sur de Alemania. Se trata de una especie de bizcocho cuya forma característica se asemeja a la de una montaña. Se prepara en un molde especial (visitar las alfarerías de Soufflenheim en el Bajo Rin).

## Nombre
El nombre proviene de las palabras de alto alemán medio gugel(e) (que hace referencia a un tipo de capucha y procede a su vez del latín cuculla) y Hupf, levadura.

## Variantes

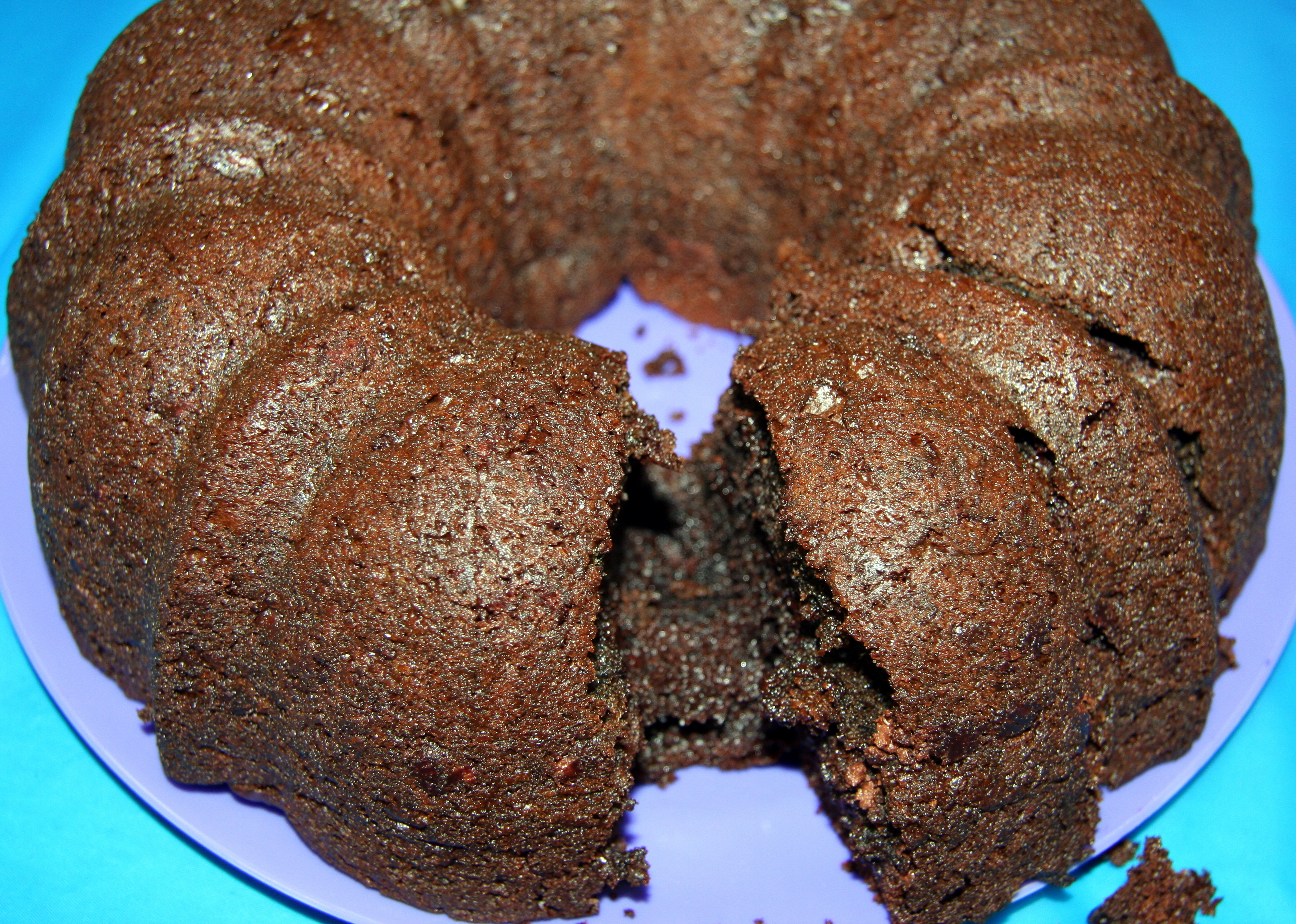
El "Bundt" es un variante del Gugelhupf

El Gugelhupf se parece bastante en la forma al italiano pandoro y al francés baba au rhum, pero no tiene nada que ver con ellos.

## Curiosidades
Este dulce fue elegido para representar Austria en la iniciativa denominada Café Europa durante la presidencia de la Unión Europea, en el Día de Europa de 2006.